# Asim
Asim je moško osebno ime.

## Izvor imena
Ime Asim je muslimansko ime, ki izhaja iz arabskega imena Āsim v pomenu »zaščitnik, branilec, čvuar pred zlom in napakami«.

## Različice imena
- ljubkovalne moške različice imena: Askan, Asko, Asma, Ašče
- ženske različice imena: Asima; ljubkovalne različice: Asema, Aska, Asma

## Pogostost imena
Po podatkih Statističnega urada Republike Slovenije je bilo na dan 31. decembra 2007 v Sloveniji število moških oseb z imenom Asim: 367.

## Osebni praznik
Osebe z imenom Asim bi lahko glede na pomen koledarsko uvrstili k  imenu Aleksej.